# 띠엔주현
띠엔주현(베트남어: Huyện Tiên Du / 縣仙遊)은 베트남 홍강 삼각주 박닌성의 현이다.

## 행정구역
띠엔주현은 1개의 시진(市鎭)과 13개의 싸(社)를 관할한다.

### 시진
- 림 시진 (Thị trấn Lim, 林市鎭)

### 사
- 까인흥 사 (Xã Cảnh Hưng, 景興社)
- 다이동 사 (Xã Đại Đồng, 大同社)
- 히엔번 사 (Xã Hiên Vân, 軒雲社)
- 호안선 사 (Xã Hoàn Sơn, 完山社)
- 박베 사 (Xã Lạc Vệ, 樂衛社)
- 리엔바오 사 (Xã Liên Bão, 連抱社)
- 민다오 사 (Xã Minh Đạo, 明道社)
- 노이주에 사 (Xã Nội Duệ, 内裔社)
- 팟틱 사 (Xã Phật Tích, 佛迹社)
- 푸럼 사 (Xã Phú Lâm, 富林社)
- 떤찌 사 (Xã Tân Chi, 新芝社)
- 찌프엉 사 (Xã Tri Phương, 知方社)
- 비엣도안 사 (Xã Việt Đoàn, 越團社)